# Tony Craig (piłkarz)
Tony Andrew Craig (ur. 20 kwietnia 1985 w Londynie) – angielski piłkarz grający na pozycji obrońcy w Millwall. Mierzy 185 cm. Wcześniej grał w Millwall, Wycombe Wanderers, Crystal Palace oraz Leyton Orient.